# Вали (Алабама)
Вали (енгл. Valley) град је у америчкој савезној држави Алабама. По попису становништва из 2010. у њему је живело 9.524 становника.

## Демографија
Према попису становништва из 2010. у граду је живело 9.524 становника, што је 326 (3,5%) становника више него 2000. године.
| Група             | 2000.         | 2010.         |
| Белци             | 6.402 (69,6%) | 6.010 (63,1%) |
| Афроамериканци    | 2.647 (28,8%) | 3.143 (33,0%) |
| Азијати           | 32 (0,3%)     | 111 (1,2%)    |
| Хиспаноамериканци | 77 (0,8%)     | 162 (1,7%)    |
| Укупно            | 9.198         | 9.524         |